# د. لويل جنسن
د. لويل جنسن (بالإنجليزية: D. Lowell Jensen)‏ هو قاضي ومحامي أمريكي، ولد في 3 يونيو 1928 في بريغهام سيتي في الولايات المتحدة.

## وصلات خارجية
- د. لويل جنسن على موقع إن إن دي بي (الإنجليزية)